# 대리모

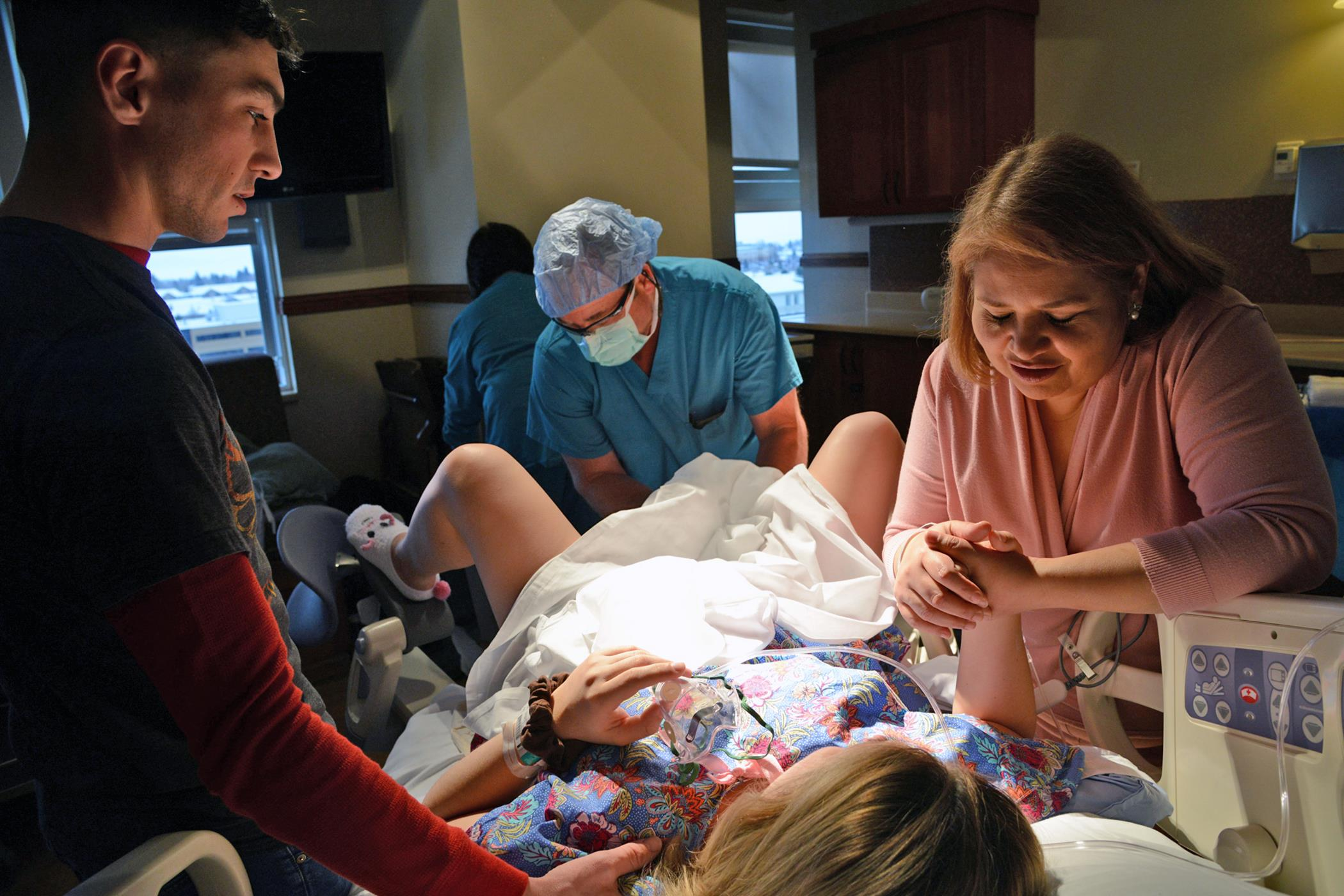
의도된 부모는 임신 대리인에 의해 자녀의 출생에 참석한다.

대리모(代理母, 영어: surrogacy)는 아이를 임신 및 출산하여 다른 사람에게 준 여성을 의미한다. 국가마다 유전자를 모의 기준으로 할 지 출산을 모의 기준으로 할지, 대리모 계약을 인정할지 법제가 다르다.

## 역사
예전에는 부유하면서도 불임인 경우에 대리모를 통해 자녀를 낳았다. 그러나 최근에는 동성혼 결혼이 많은 국가에서 합법화 되면서, 동성 부부들이 대리모를 통해 자녀를 얻기도 한다. 돈만 있으면 대리모를 구한 뒤, 아기를 출산하게 만드는 것이다.
현재는 여성이 불임인 부부와 게이 커플, 그리고 혼자서 아이를 갖고 싶은 미혼 남성이 이용한다.

## 가격
우크라이나는 난자 기증을 받아 대리모를 사용하고 무제한의 시도를 제공하면서도 2021년 기준으로 5만 달러 이하의 가격으로 자녀를 출산하는 것이 가능하다.
대리모는 출신 국가에 따라 가격이 다르다. 2017년 기준으로, 케냐와 라오스인 6만달러, 네팔인 8만달러, 미국인은 15만달러 정도 된다.

## 나라별 규제

### 우크라이나
우크라이나의 대리모는 합법이다. 우크라이나의 법에 보호 아래 대리모를 통해 출산한 자녀를 부부의 출생 신고서에 등록할 수 있다. 하지만 우크라이나의 법이 정한 불임 환자와 동성애 부부에게만 대리모의 사용을 허락하고 있다.

### 스페인
스페인에서는 대리모를 금지하거나 허용하는 어떤 법률도 없다.

### 대한민국
대한민국에서의 대리모는 일부 불법이다.
「생명윤리 및 안전에 관한 법률」  제 23조 3항에 따르면 자궁, 배아 모두 제공·이용하거나 배아를 제공·이용했을 경우 「생명윤리 및 안전에 관한 법률」(생명윤리법) 66조 1항 4조에 의거하여 3년 이하의 징역에 처하게 된다. (대리부도 포함)
- 「생명윤리 및 안전에 관한 법률」  제 23조 3항[3]

③ 누구든지 금전, 재산상의 이익 또는 그 밖의 반대급부(反對給付)를 조건으로 배아나 난자 또는 정자를 제공 또는 이용하거나 이를 유인하거나 알선하여서는 아니 된다.
- 「생명윤리 및 안전에 관한 법률」(생명윤리법) 66조 1항 4조[4]

① 다음 각 호의 어느 하나에 해당하는 사람은 3년 이하의 징역에 처한다.
4. 제23조제3항을 위반하여 금전, 재산상의 이익 또는 그 밖의 반대급부를 조건으로 배아나 난자 또는 정자를 제공 또는 이용하거나 이를 유인하거나 알선한 사람

단, 대리모가 자궁만을 제공하는 경우에 대한 법률은 없으므로 합법도 불법도 아니다. 그러나 대가에 상관없이 한국에서의 대리모 계약 자체가 민법 103조의 반사회적 법률행위에 해당되어 무효의 여지도 있다. 법의 보호도 물론 받을 수 없다.
- 민법 103조 (반사회질서의 법률행위)[5]

선량한 풍속 기타 사회질서에 위반한 사항을 내용으로 하는 법률행위는 무효로 한다.

### 일본
일본은 대리모를 금지하거나 허용하는 어떤 법률도 없다.

### 영국
영국은 대리모계약법이 있다. 이 법은 영리 목적의 대리모 계약은 금지하고 이를 위반하면 처벌하는 반면, 비영리 목적의 대리모 계약은 허용한다. 수정란 착상을 통한 출산의 경우 인간 수정 및 발생에 관한 법에 따라 법적인 어머니(친권)는 대리모가 된다. 다만 대리모 의뢰 부모는 법원에 친권명령을 청구해 법적 부모의 지위를 얻을 수 있다.

### 독일
독일에선 대리모가 불법이다. 배아보호법으로 대리모에게 인공수정을 시행하거나 수정란을 착상시키는 행위를 처벌하고, 입양알선법에선 대리모 알선 행위도 금지한다. 영리 목적이든 비영리 목적이든 대리모 계약을 모두 허용하지 않는다.

### 인도
인도는 한때 '아기 공장'으로 불릴 정도로 외국인 난임부부를 위한 대리모 출산이 많이 이뤄졌는데, 입법으로 외국인 부부를 위한 대리모 계약을 금지했다. 그러나 내국인 부부를 위한 대리모 계약은 허용하고 있어서, 인도의 대리모 출산 병원은 모두 3000 여곳이나 된다.

### 호주
호주에서는 금전적 대가가 없는 대리모는 합법이지만 일체의 상업적 대리모는 불법으로 정해져 있다.

### 캐나다
캐나다에서는 금전적 대가가 없는 대리모는 합법이지만 일체의 상업적 대리모는 불법으로 정해져 있다.

### 미국
미국은 주마다 입법이 다르다.
캘리포니아주의 한 대리모 연결 회사는 대리모 출산 비용 등을 홈페이지에서 공개하고 있다. 대리모의 기본 월급과 심리검진, 범죄배경조사, 의료검진, 건강보험뿐만 아니라 호텔 및 여행 준비 비용까지 정할 수 있다. 외국에선 요즘 대리모를 통한 출산이 급격히 증가하고 있다. 구글로 쇼핑하듯 인터넷으로 대리모를 물색해 배아를 보내주고 열 달 후 아이를 배달받는다.
캘리포니아와 코네티컷 등 대리모를 허용하는 주에서는 중개업체 광고를 쉽게 볼 수 있다. 대리모 출산 비용은 최소 10만 달러(약 1억2000만 원)를 넘는 것으로 알려져 있다.
동성부부인 영국 가수 엘튼 존과 영화감독 데이비드 퍼니시가 대리모를 통해 둘째 아들을 얻었다. 둘째아들 엘리자는 2013년 1월 11일 미 캘리포니아주 로스앤젤레스에서 대리모를 통해 태어났다.
2012년, 로스앤젤레스의 대리모 출산센터는 대리모 출산의뢰 중 절반이 중국인에게 받는 것이라고 밝혔다.
2014년, 미국에서 대리모를 통해 태어날 아이는 10년 전보다 3배 많은 2000명 이상일 것으로 예상된다. 미국에서 대리모를 통한 출산이 급증하는 것은 많은 주(州)에서 대리모 출산 클리닉을 제공하고 있고, 관련 변호사들도 많아 법적 분쟁이 생길 경우 다른 나라보다 처리가 쉽기 때문이다. 미국에서 대리모 출산 비용은 15만달러(약 1억5000만원) 이상으로, 보통 대리모에게는 평균적으로 약 2만∼3만달러, 난자 기증자에게는 약 5000달러∼1만달러씩 지급된다.

### 멕시코
2016년, 멕시코에서 대리모 출산이 특히 활발한 곳은 남동부 타바스코주다. 타바스코주에서 흔히 '자궁임대'라고 부르는 대리모 출산의 가격은 최고 2만 달러(약 2340만원) 정도다. 대리모 소개부터 법률적 문제까지 말끔하게 처리해주는 중개인이 낀 경우다. '직거래', 다시 말해 대리모를 직접 물색해 계약을 맺는 경우엔 약 7800달러(약 913만원)까지 가격이 낮아진다.

### 중국
중국은 대리모가 불법이다. 그러나, 대리모를 구하기가 매우 쉽다.
2005년, 중국 관영 화상신보는 10만위안(약 1250만원)을 주면 아름다운 여대생 대리모를 구할 수 있다고 보도했다. 돈만 내면 대리모의 사진과 자료를 우편으로 보내주는데, 대부분 대졸 전문대졸 여성이다. 미녀일수록 가격이 비싸다. 여대생 대리모 가격은 10만위안, 사이트의 서비스비와 정보비가 각각 5000위안, 교통숙식비가 2000위안, 대리모의 생활비와 영양비는 사용자가 추가로 지불해야 한다.
2017년, 후베이성 우한시에 있는 대리모 알선 업체에서는 대리모 조건에 따라 1700만원에서 1억 5000만원을 부른다.

## 사건사고
- 베이비 M
- 2014년 태국 대리모 논란
- 2020년 코로나 국경 봉쇄 우크라이나 대리모 아기

## 같이 보기
- 입양
- 인공수정
- 생명윤리학
- 생식력
- 불임
- 정자 기증
- 미토콘드리아 대체요법